# Macico
macico（マチコ）は、日本のバンド。2015に年結成。日本・東京都内を中心に活動する3人組音楽グループ。
J-POPを主軸にクラブ、ラウンジ、R&Bをはじめとする様々なジャンルの要素を取り入れた、都会的かつ流麗なサウンドが特徴。
そのクリエイティブ力が評価され、過去には“Spotifyが躍進を期待する次世代アーティスト ”「Early Noise 2021」に選出された。

## メンバー
小林　斗夢
ボーカル担当。
堀田　コウキ
ギター・トラックメイカー担当。
yukino
キーボード・コーラス担当。

## 来歴
小林斗夢と日向文のデュオが2015年に結成された。だが、後に日向文が脱退し、2017年からは現メンバーを含めた5人体制になった。2019年5月からは現在の3人体制となった。
2020年9月より、配信シングル「aloe」「coin laundry / alcohol」「hanataba」を連続リリースし、Spotifyの「日本バイラルトップ50」にてインディーズでの活動ながら最高順位10位にランクインした。
特に、「aloe」の楽曲をきっかけに作成されたSpotify公式プレイリスト「aloe」は、2016年〜2021年の「5年間に海外で最も聴かれた日本のSpotify公式プレイリスト」としてランクインした。
2021年1月にはSpotifyが今年大きな飛躍が期待される注目アーティストを選ぶ「RADAR: Early Noise 2021」に選出され、注目を集めている。
録音、ミックス、マスタリングまでを手掛けるセルフプロデュース型アーティストであり、アートワークのデザイン制作、広告・宣伝活動についても全て自分たちの手で実施している。

## ディスコグラフィ

### デジタルシングル
|      | 配信日         | タイトル                            | タイアップ等                                            |
| ---- | -------------- | ----------------------------------- | ------------------------------------------------------- |
| 1st  | 2020年8月26日  | aloe                                |                                                         |
| 2nd  | 2020年10月28日 | coin laundry / alcohol              |                                                         |
| 3rd  | 2020年11月25日 | hanataba                            |                                                         |
| 4th  | 2021年2月24日  | fork                                |                                                         |
| 5th  | 2021年3月31日  | jam                                 |                                                         |
| 6th  | 2021年5月26日  | if                                  |                                                         |
| 7th  | 2021年8月25日  | blue                                |                                                         |
| 8th  | 2021年10月22日 | 素敵なウイークエンド -macico Remix- |                                                         |
| 9th  | 2021年10月6日  | wonder                              |                                                         |
| 10th | 2021年11月10日 | essay                               |                                                         |
| 11th | 2021年12月8日  | panorama                            |                                                         |
| 12th | 2022年1月12日  | touch                               |                                                         |
| 13th | 2022年5月18日  | rollin`                             |                                                         |
| 14th | 2022年6月22日  | pure                                |                                                         |
| 15th | 2022年8月26日  | dance                               | 関東Honda CarsのTV-CM「うれしいがいっぱい篇」           |
| 16th | 2022年9月21日  | white                               | ALBION FLARUNÉ                                          |
| 17th | 2022年10月27日 | slowdance                           |                                                         |
| 18th | 2022年11月30日 | grape                               |                                                         |
| 19th | 2023年2月2日   | brownie                             |                                                         |
| 20th | 2023年3月29日  | orange                              |                                                         |
| 21st | 2023年7月12日  | candy                               | 読売テレビ・日本テレビ系「情報ライブ ミヤネ屋」EDテーマ |
| 22nd | 2023年9月20日  | humor                               | ABCテレビ『こういうのがいい』主題歌                     |

### EP
| 枚  | リリース       | タイトル | 規格品番  | 備考                     |
| --- | -------------- | -------- | --------- | ------------------------ |
| 1st | 2019年11月13日 | Qi       | なし      | ライブ会場でのみ限定販売 |
| 2nd | 2021年9月2日   | eye      | PCD-20437 |                          |
| 3rd | 2022年2月23日  | bloom    | 配信限定  |                          |

### シングル
| 枚  | リリース | タイトル                                        | 備考                     |
| --- | -------- | ----------------------------------------------- | ------------------------ |
| 1st |          | さよなら二人のオリジナル / 消せないテレビジョン | ライブ会場でのみ限定販売 |